# Drosera meristocaulis
Drosera meristocaulis  es una especie de planta erecta o escandente, perenne tuberosa del género de plantas carnívoras Drosera, es el único miembro del subgénero Meristocaulis.

## Descripción
Drosera meristocaulis produce pequeños grupos de rosetas con hojas de color rojo, espatuladas de 5 a 12 mm de largo, que se intercalan con largas estípulas de 10 mm plateadas. Las rosetas nuevas nacen en un corto tallo ramificado cubierto de las hojas muertas persistentes de los últimos años. Los tallos son verticales y puede alcanzar alturas de unos 15 cm.
Produce flores de color rosa en diciembre con estilos indivisos, un atributo que no se encuentra en ninguna otra especie geográficamente próxima de Drosera. Las flores solitarias, de 20 mm de ancho, son casi sésiles, y se producen muy de cerca a la roseta de hojas. Debido a la proximidad de las flores de las hojas de captura glandulares, se ha sugerido que el polinizador de esta especie debe ser un insecto grande lo suficiente para volar y no ser atrapado por las hojas.

## Distribución y hábitat
Drosera meristocaulis se conoce sólo de unos pocos valles en el lado norte del Pico da Neblina. Todavía no se ha localizado en cualquier otra meseta vecina de las Tierras Altas de Guayana, a pesar de la presencia de un hábitat adecuado. De acuerdo con las notas de los exploradores que recolectaron los especímenes, D. meristocaulis es localmente frecuente en altitudes de 1.900 a 2.200 m. Crece en las sabanas pantanosas abiertas, en los pantanos con Heliamphora neblinae, y a lo largo de los arroyos con Euterpe. Las muestras recogidas cerca de la cima del Pico da Neblina se encuentran a menudo con los líquenes que crecen en las hojas muertas que permanecen unidos al tronco.

## Historia botánica
Drosera meristocaulis fue descubierto durante una expedición de 1953 a 1954 a Pico da Neblina liderado por el Jardín Botánico de Nueva York. Fue descrita posteriormente en 1957 por Bassett Maguire & John Julius Wurdack en Memoirs of the New York Botanical Garden. Debido a la hábitat aislado en el que D. meristocaulis se encuentra, muy pocos ejemplares de esta especie han sido recogidos. Después de la descripción inicial, una segunda colección de herbario se hizo en 1985. Cuando Maguire y Wurdack describieron la nueva especie, reconocieron que tenía una forma única y la colocaron en su propia sección, Drosera sect. Meristocaulis, de la que fueron los autores en la misma publicación. En una revisión de la taxonomía del género en 1996, el botánico Jan Schlauer  elevó la sección de subgénero rango debido a, las características únicas relictas de la especie.

## Taxonomía
Drosera meristocaulis fue descrita por Maguire & Wurdack y publicado en Memoirs of The New York Botanical Garden 9: 332. 1957.
meristocaulis: epíteto